# Nord-Est (département d'Haïti)
Pour les articles homonymes, voir Nord-Est.
Le département du Nord-Est (créole haïtien : Nòdès) est l'un des dix départements d'Haïti. Sa superficie est de 1 623 km2 et sa population serait de 358 277 habitants (recensement par estimation de 2009). Fort-Liberté est le chef-lieu. Situé au sud de l'océan Atlantique et à l'ouest de la République dominicaine, le Nord-Est fait partie des plaines du nord, fief historique des planteurs blancs, des marrons, de l'armée noire de Toussaint Louverture, et des rebelles anti-américains lors de l'occupation des années 1930.

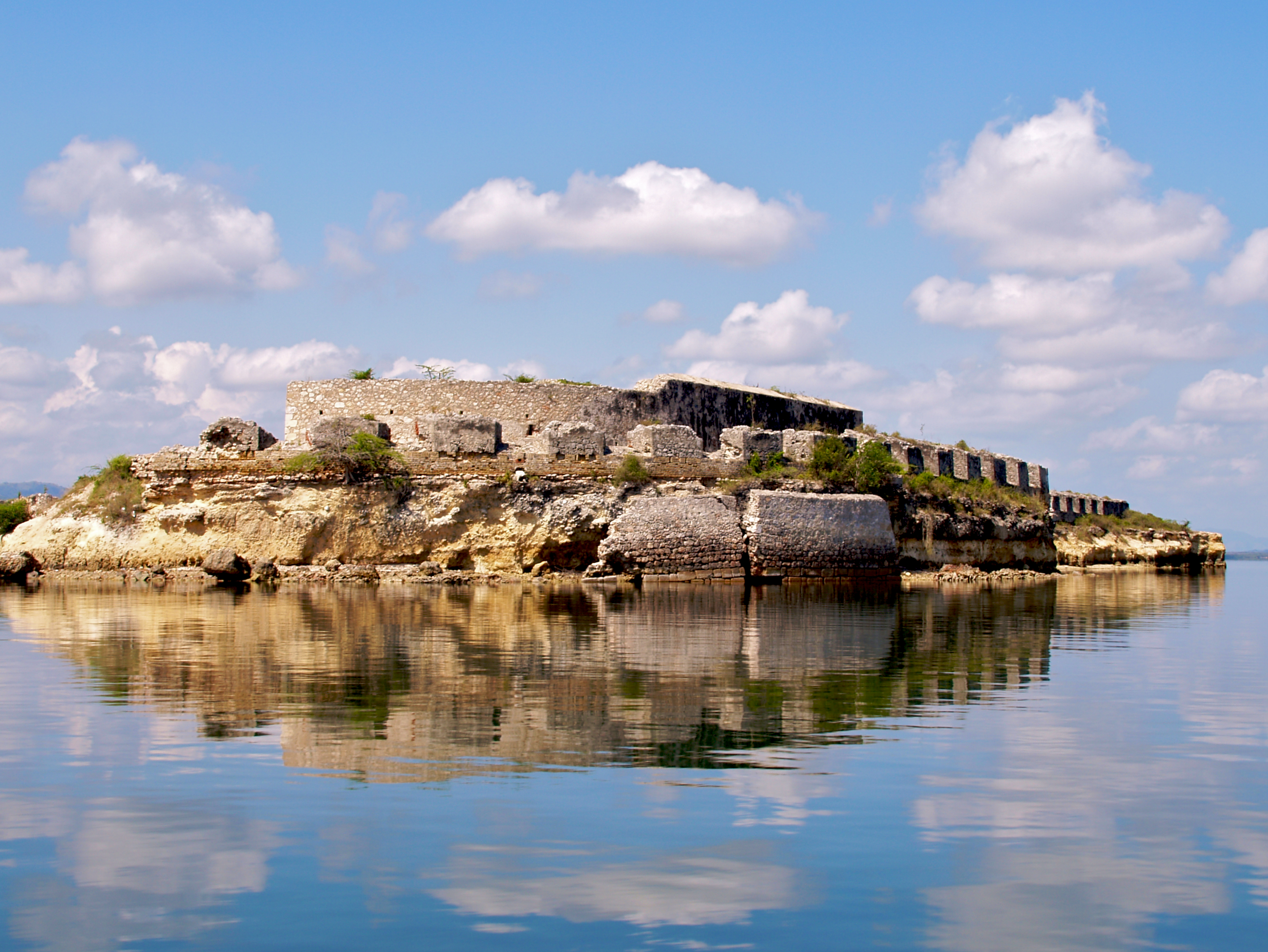
Fort Saint Joseph

De par les échanges transfrontaliers qui se réalisent, Ouanaminthe devient de plus en plus la ville de référence alors que la ville de Fort-Liberté est restée une ville modeste. Certains militent pour le transfert de la capitale de Fort-Liberté à Ouanaminthe.

## Divisions administratives
Le département du Nord-Est est divisé en 4 arrondissements et 13 communes :
- Arrondissement de Fort-Liberté (3 communes) :
  1. Fort-Liberté
  2. Perches
  3. Ferrier
- Arrondissement d'Ouanaminthe (3 communes) :
  1. Ouanaminthe
  2. Capotille
  3. Mont-Organisé
- Arrondissement de Trou-du-Nord (4 communes) :
  1. Trou-du-Nord
  2. Caracol
  3. Sainte-Suzanne
  4. Terrier-Rouge
- Arrondissement de Vallières (3 communes) :
  1. Vallières
  2. Carice
  3. Mombin-Crochu